# Каджарское искусство
Каджарское искусство — художественный стиль, развивавшийся в Каджарском Иране в период с 1794 по 1925 год. В период правления династии Каджаров наблюдалось сильное развитие искусства, ставшее возможным благодаря периоду относительной стабильности в история страны, что способствовало художественному развитию, особенно во время правления таких правителей, как Фатх-Али-хан Каджар и Насер ад-Дин Шах. Для данного искусства характерно сильное европейское влияние, ибо в то время отношения между Персией и Западом развивались. Данное искусство ориентировалось на включение данной династии в историю Ирана и усиление её могущества.

## Живопись

### Истоки и влияния
Корни каджарского искусства в живописи лежат ещё во времена Сефевидов, когда на культуру Ирана, особенно на королевское искусство, оказывалось довольно сильное европейское влияние. Часто встречается стиль гюль-и-бюльбюль.
Среди художников этого периода можно назвать Абу-ль-Хасан Гаффари (1814-1866) и его племянника Камаль оль-Молька (1846-1940), оба принадлежавших к семье Гаффари. Михр Али был художником при дворе шаха Фатх-Али-хан Каджара, чей портрет во всей его красе является наиболее известной работой.
Михр Али и Мирза Баба были первыми придворными художниками во время правления Фатх-Али-хан Каджара, позднее титул принял Мухаммад Исмаил время правления Насер ад-Дин Шаха (1848-1896).
Рази Таликани использует картины XVI и XVII веков, чтобы добавить иллюминацию на полях в соответствии с традицией Сефевидов, используя золотые, красные и пурпурные цвета.

## Каллиграфия и книжное искусство
Чтобы узаконить свою власть и связать династию Каджаров с историей Ирана, Фатх-Али-хан Каджар заказал поэту Фатх Али Хану Сабе работу, призванную служить аналогом «Шахнаме» Фирдоуси, несмотря на то, что в ней описывается история Ирана от сотворения мира до прихода ислама. Несколько копий затем были проиллюстрированы в королевской мастерской дворца Голестан, а некоторые будут предложены европейским сановникам с целью популяризации новой династии. Производство иллюминированных или иллюстрированных вручную рукописей затем сократилось из-за все более широкого использования масляной живописи и таких методов воспроизведения, как литография. Одним из последних кустарных произведений такого типа, выполненных в королевской мастерской, станет альбом «1001 ночь», оформленный Абуль Хасаном Гаффари Кашани для Насер ад-Дин Шаха.
Искусство каллиграфии продолжало развиваться во времена правления династии Каджаров. Государи заказывали копии Коранов у великих каллиграфов, работы которых имели общие черты, характерные для этого периода: между строк текста на арабском языке, шрифтом насх, был вставлен перевод на персидский язык в цвете.

## Галерея

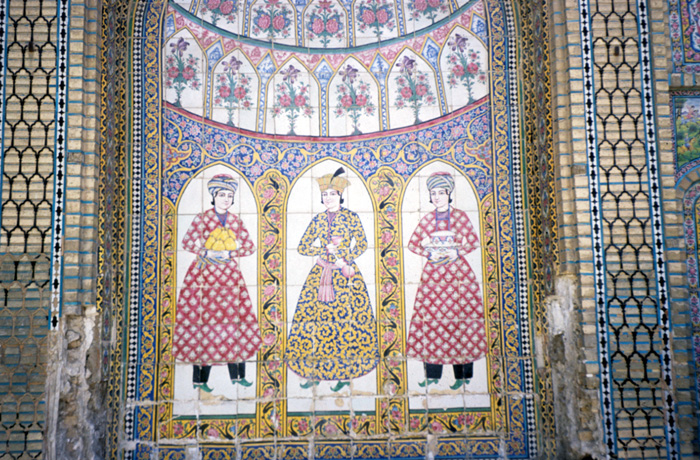
Настенная роспись в доме Кавам.
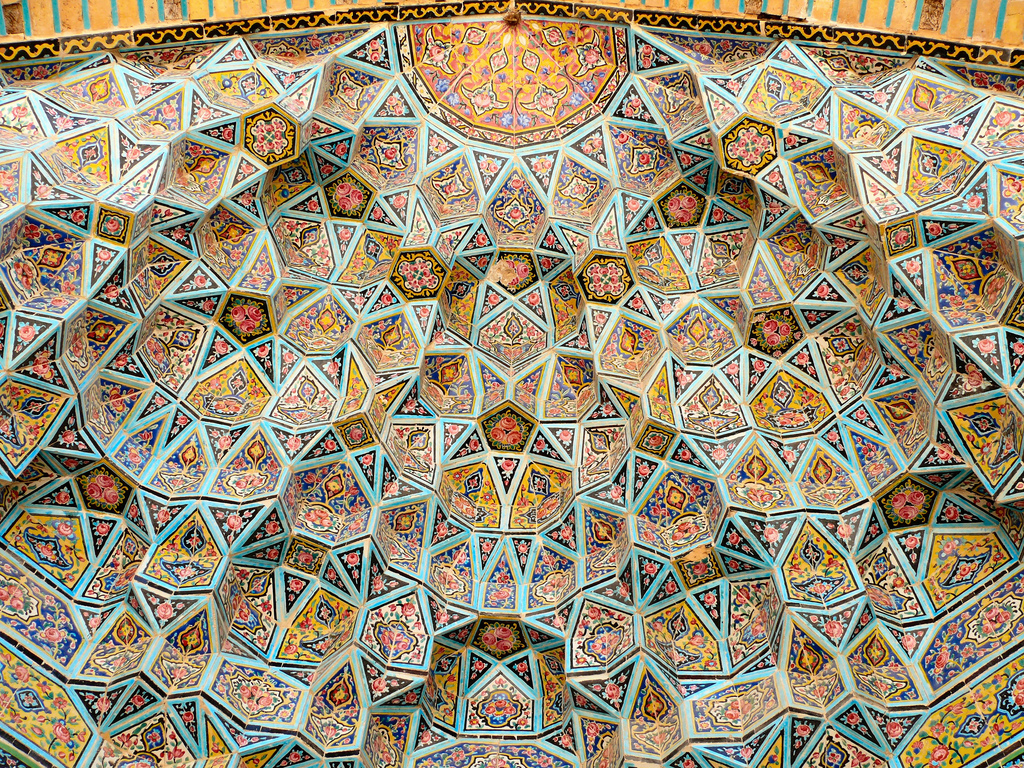
Мукарна в мечети Насир оль-Мольк.
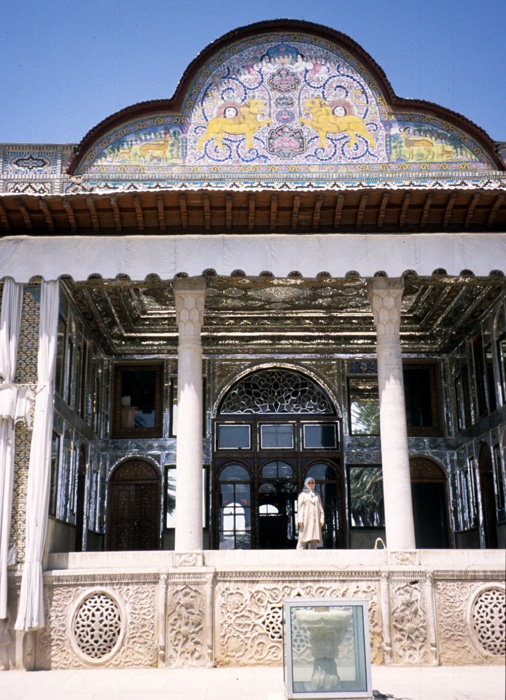
Фасад и балкон дома Кавам.
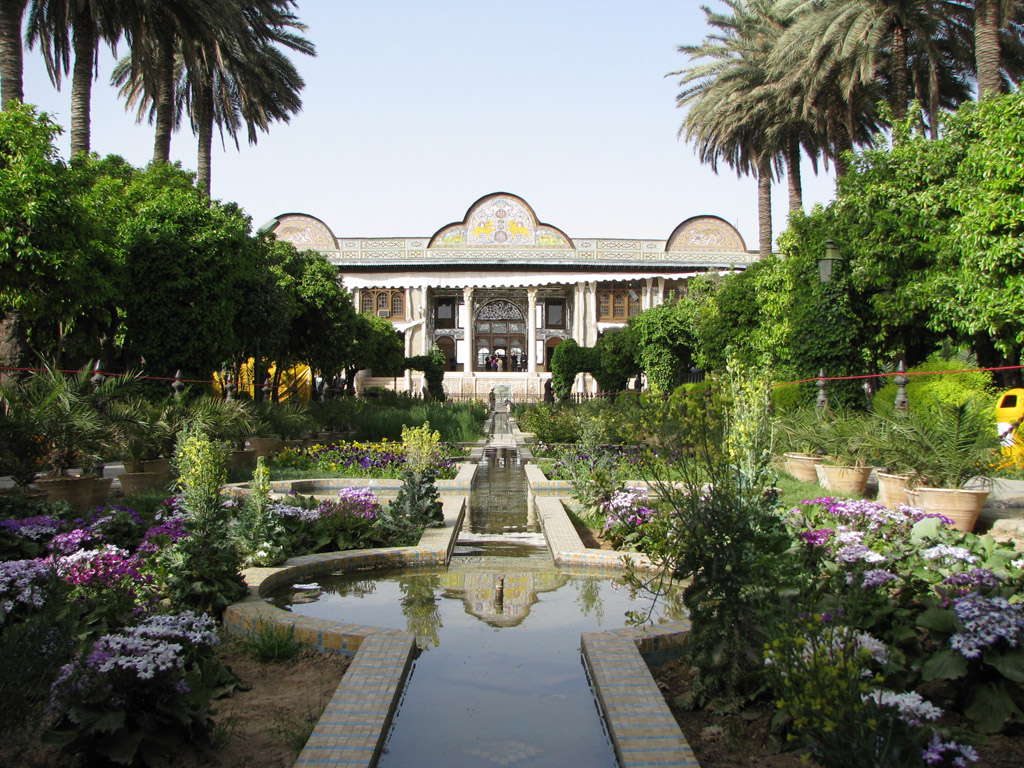
Дом Кавам
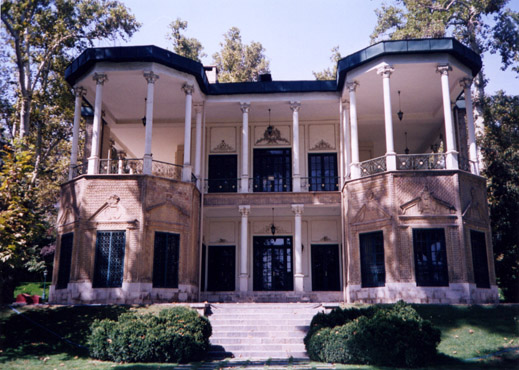
«Кушк Ахмад Шаха» в дворцовом комплексе Ниаваран.
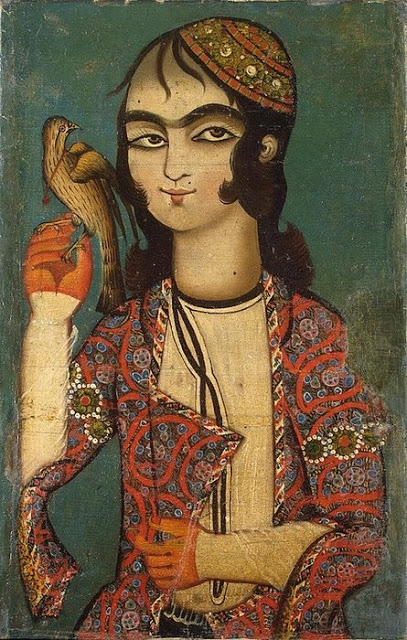
Мальчик с соколом, династия Каджаров
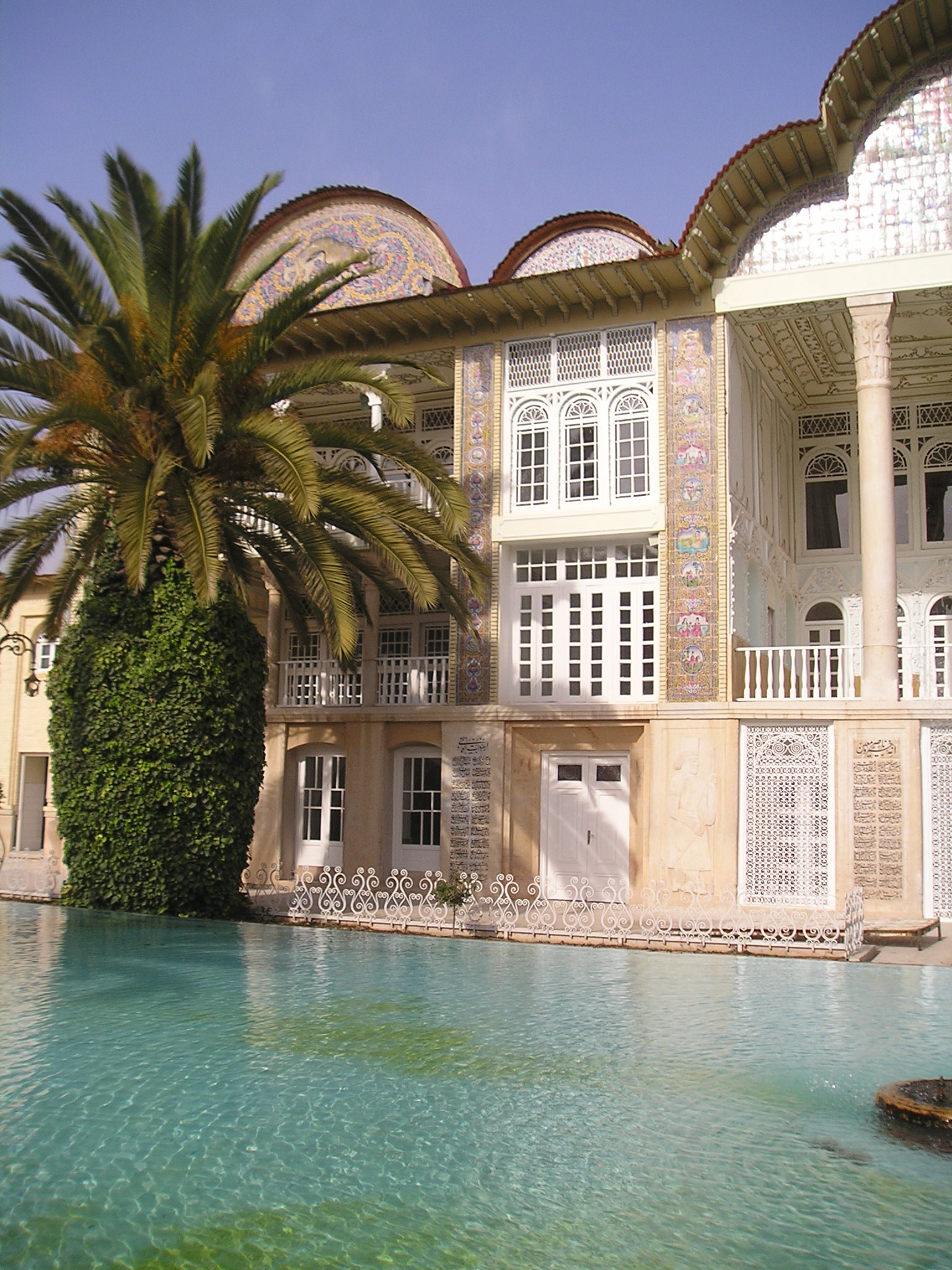
Сад Эрам
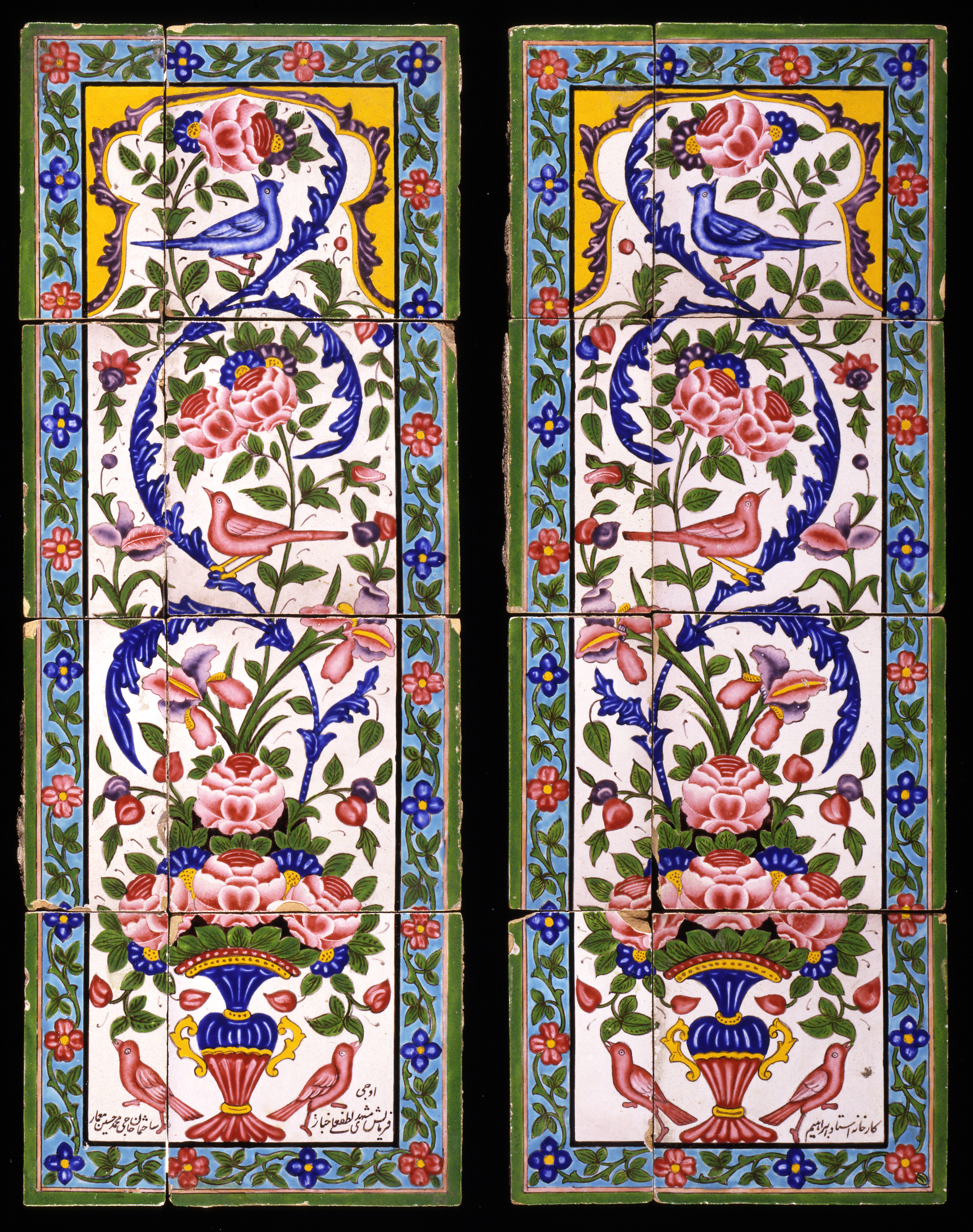
Плитка, расписанная полихромной глазурью по белой глазури..
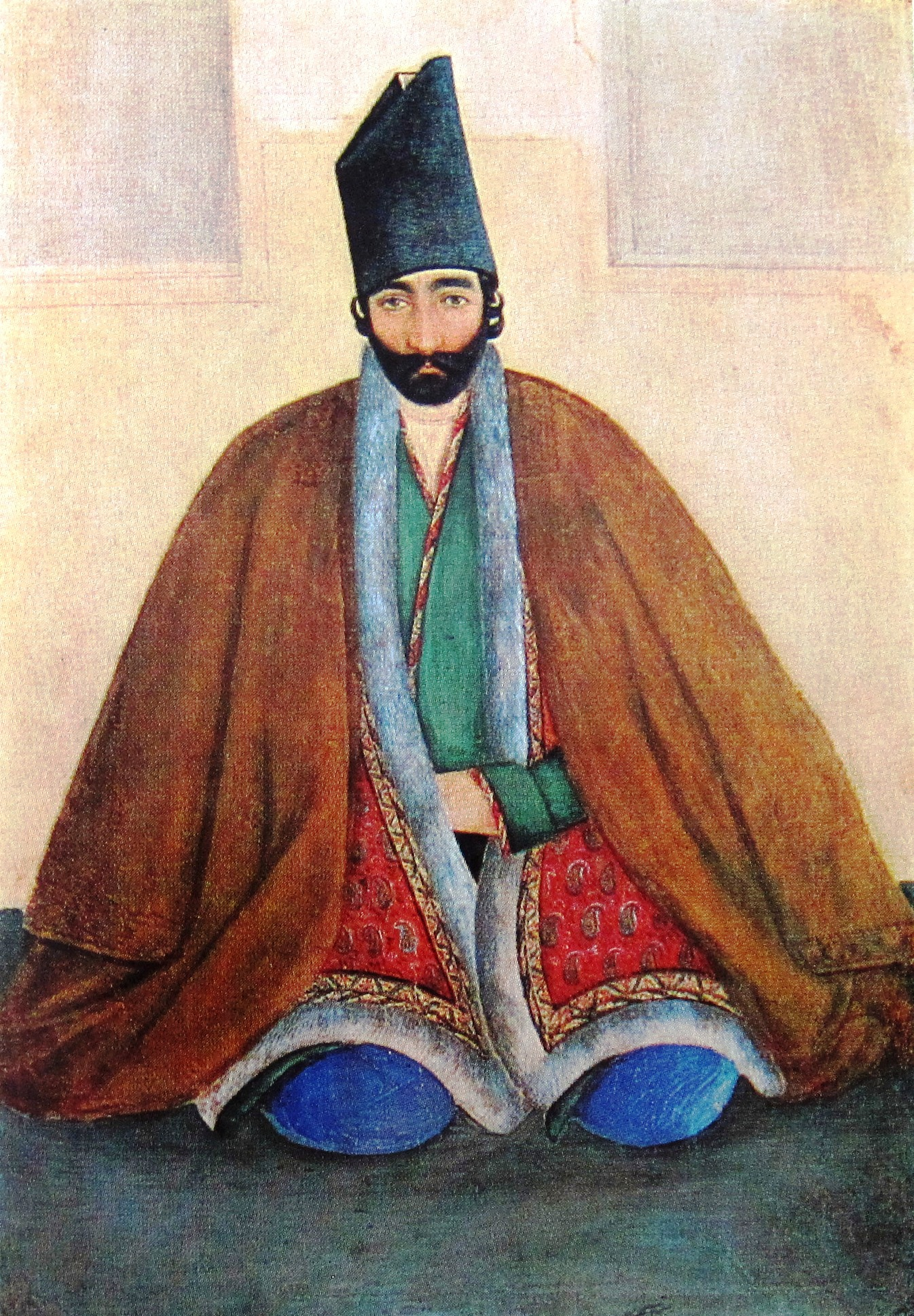
Бегляр Афшар. Портрет Джамшида Эд-Довле.
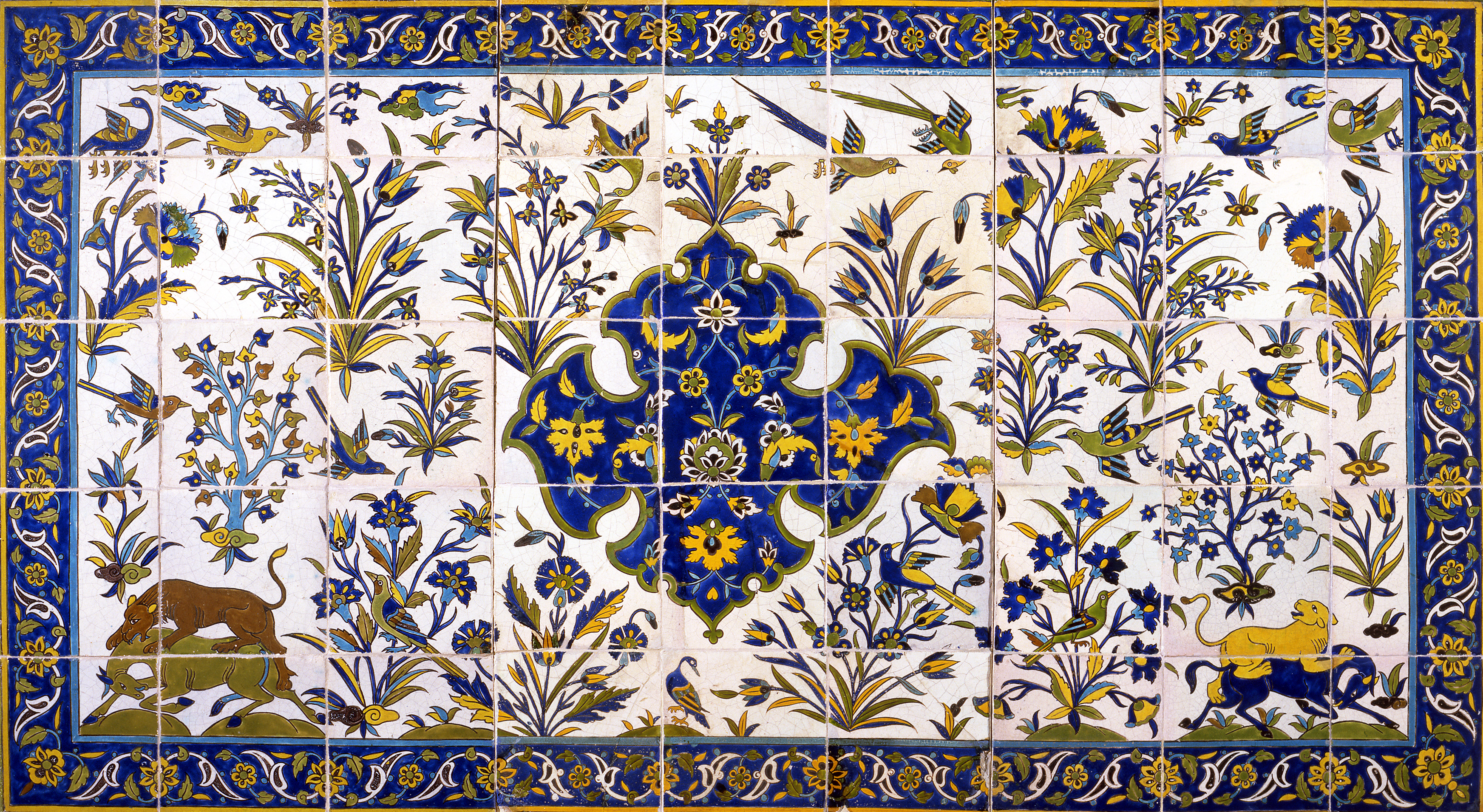
Расписная плитка с изображением птиц, охоты и цветов династии Каджаров.
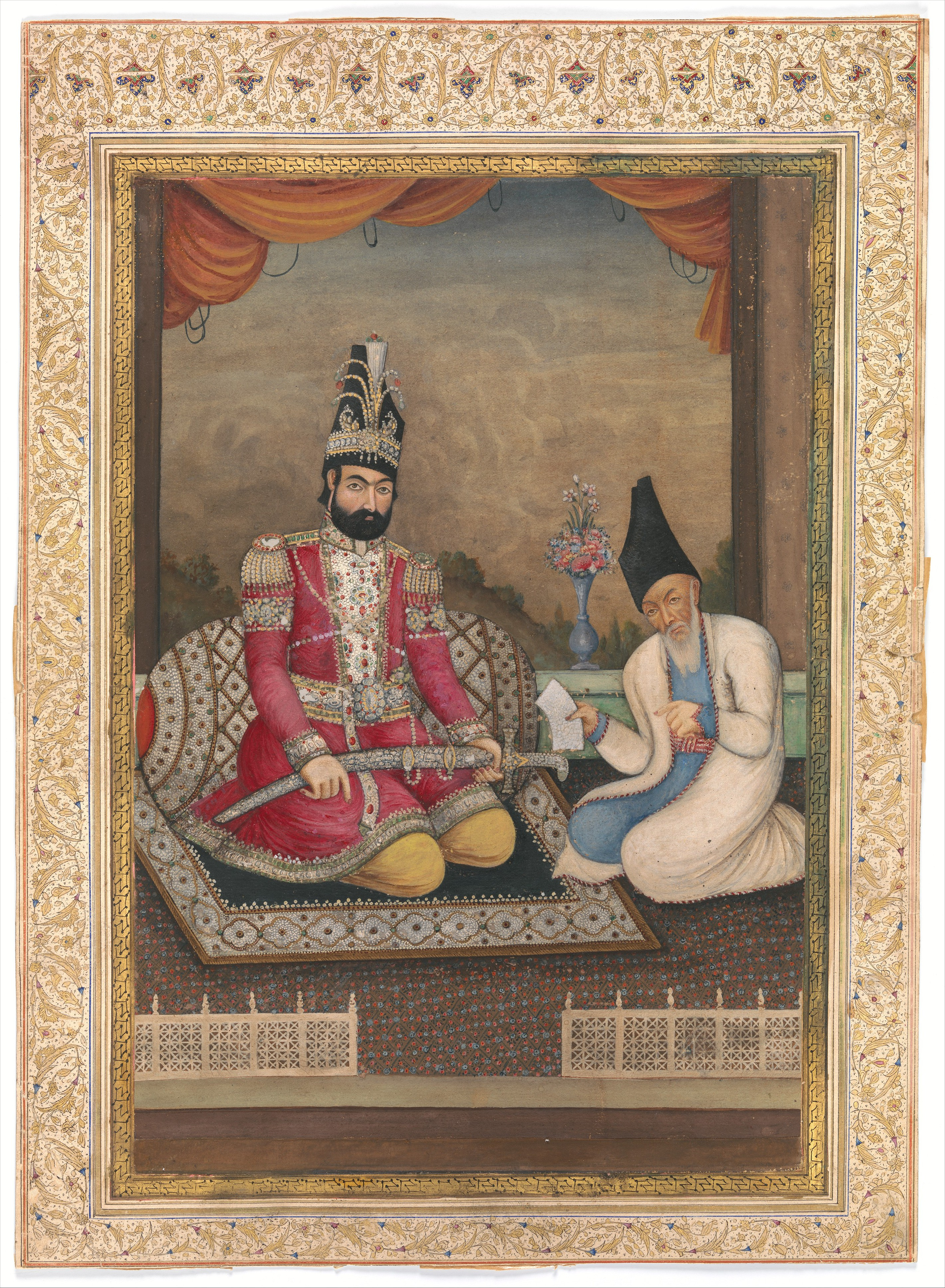
Портрет Мухаммад-шаха Каджара и его визиря хаджа Мирзы Агаси, вторая четверть девятнадцатого века, бумага, тушь, непрозрачная акварель и золото, Иран, коллекция Метрополитен-музея[7].
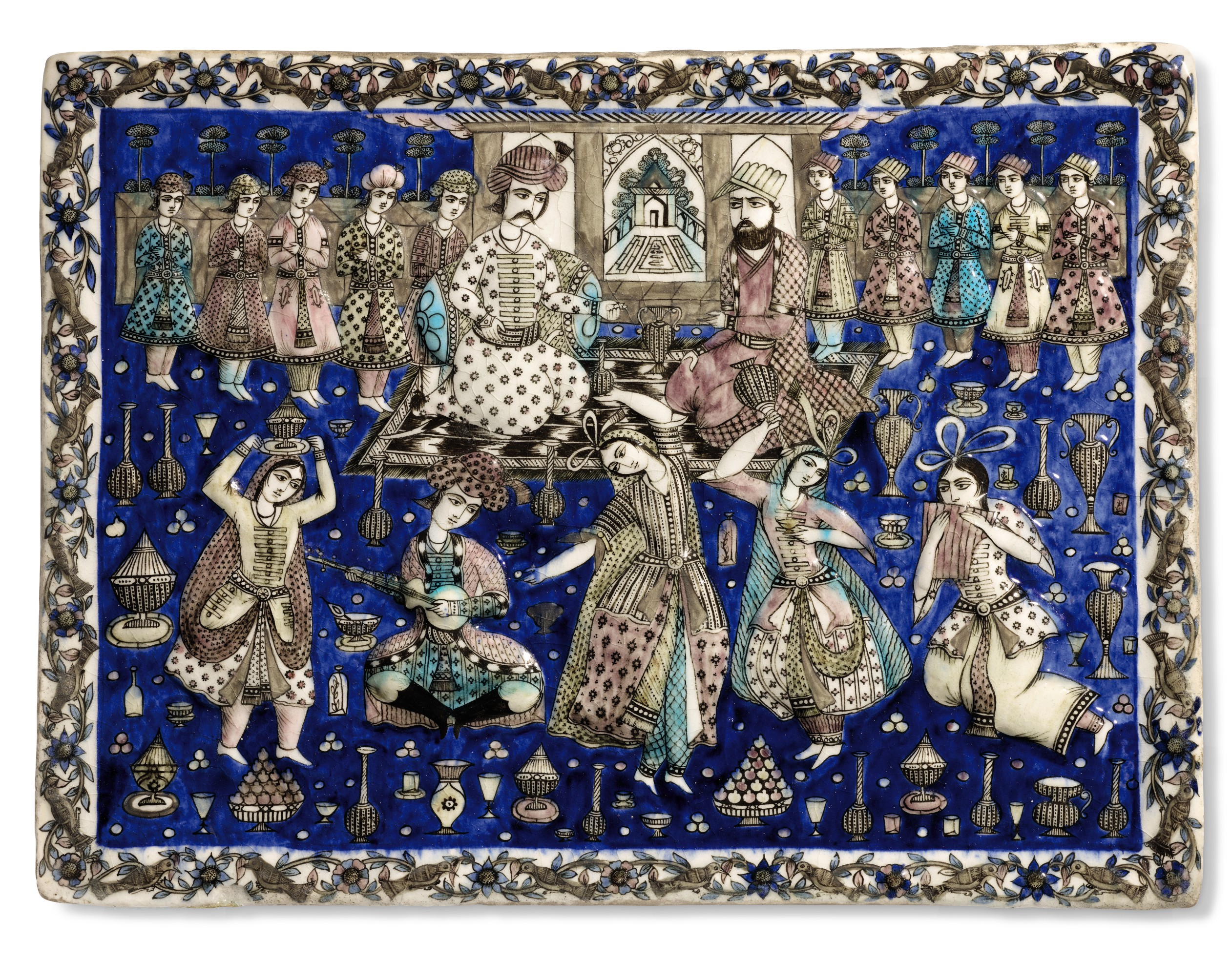
Сцена из керамики из Каджара XIX века, Иран, изображающая две сидящие фигуры князей в окружении придворных, музыкантов и танцовщиц..
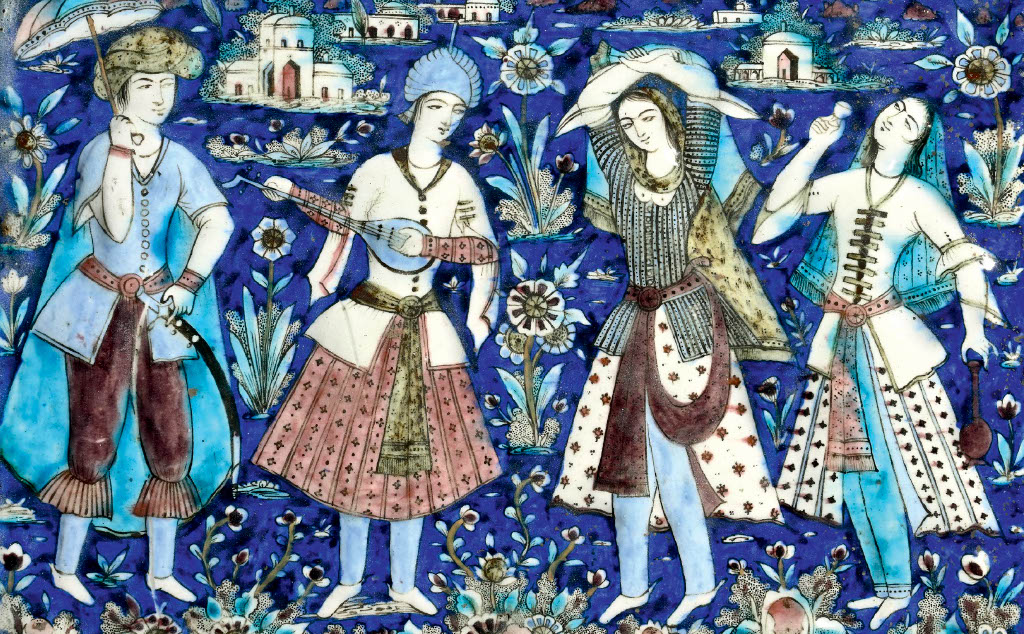
Каджарский принц с зонтиком наблюдает за музыкантом и двумя танцорами, XIX век.